# Gennadij Tsypkalov
Gennadij Nikolaevitj Tsypkalov (ryska: Геннадий Николаевич Цыпкалов) född 21 juni 1973 i Mal'tjevcko-Polnenckaja i Rostov oblast, Ryska SFSR, Sovjetunionen, död 24 september 2016, var regeringschef för Folkrepubliken Lugansk sedan Parlamentsvalet 2 november 2014. 
Tsypkalov ersatte Marat Basjirov som premiärminister i Folkrepubliken Lugansk 2 november 2014. Han var tidigare under konflikten i östra Ukraina aktiv i Sydöstra armén. Tsypkalov finns med på EU:s sanktionslista eftersom han anses ha "stött åtgärder och politik som undergräver Ukrainas territoriella integritet, suveränitet och oberoende".